# Sloanea petenensis
Sloanea petenensis är en tvåhjärtbladig växtart som beskrevs av Standley & Steyerm.. Sloanea petenensis ingår i släktet Sloanea och familjen Elaeocarpaceae. Inga underarter finns listade i Catalogue of Life.